# Chlorophytum staudtii
Chlorophytum staudtii là một loài thực vật có hoa trong họ Măng tây. Loài này được Nordal mô tả khoa học đầu tiên năm 1993.